# La Selva, Ocosingo
La Selva är en ort i Mexiko.   Den ligger i kommunen Ocosingo och delstaten Chiapas, i den sydöstra delen av landet, 900 km öster om huvudstaden Mexico City. La Selva ligger 140 meter över havet och antalet invånare är 250.
Terrängen runt La Selva är varierad. Runt La Selva är det glesbefolkat, med 16 invånare per kvadratkilometer. Närmaste större samhälle är Busiljá, 3,9 km söder om La Selva. I omgivningarna runt La Selva växer i huvudsak städsegrön lövskog.